# Scherma ai Giochi della XXX Olimpiade - Sciabola a squadre maschile
La sciabola a squadre maschile dei giochi olimpici di Londra 2012 si è svolta il 3 agosto 2012 presso l'ExCeL Exhibition Centre.

## Programma
| Date                  | Time  | Round                   |
| --------------------- | ----- | ----------------------- |
| Venerdì 3 agosto 2012 | 09:00 | Qualificazioni e finale |

## Risultati

### Finali
|  | Quarti        | Quarti  |               |        | Semifinale | Semifinale |  |  | Finale | Finale |
|  |               |         |               |        |            |            |  |  |        |        |
|  |               |         |               |        |            |            |  |  |        |        |
|  |               |         |               |        |            |            |  |  |        |        |
|  | Russia        | 45      |               |        |            |            |  |  |        |        |
|  | Russia        | 45      |               |        |            |            |  |  |        |        |
|  | Stati Uniti   | 33      |               |        |            |            |  |  |        |        |
|  | Stati Uniti   | 33      | Russia        | 43     |            |            |  |  |        |        |
|  |               |         | Russia        | 43     |            |            |  |  |        |        |
|  |               | Romania | 45            |        |            |            |  |  |        |        |
|  | Cina          | Romania | 45            | 30     |            |            |  |  |        |        |
|  | Cina          |         |               | 30     |            |            |  |  |        |        |
|  | Romania       | 45      |               |        |            |            |  |  |        |        |
|  | Romania       | 45      | Corea del Sud | 45     |            |            |  |  |        |        |
|  |               |         | Corea del Sud | 45     |            |            |  |  |        |        |
|  |               | Romania | 26            |        |            |            |  |  |        |        |
|  | Germania      | Romania | 26            | 38     |            |            |  |  |        |        |
|  | Germania      |         |               | 38     |            |            |  |  |        |        |
|  | Corea del Sud | 45      |               |        |            |            |  |  |        |        |
|  | Corea del Sud | 45      | Corea del Sud | 45     | 3º posto   | 3º posto   |  |  |        |        |
|  |               |         | Corea del Sud | 45     | 3º posto   | 3º posto   |  |  |        |        |
|  |               | Italia  | 37            |        |            |            |  |  |        |        |
|  | Italia        | Italia  | 37            | 45     | Italia     | 45         |  |  |        |        |
|  | Italia        |         |               | 45     | Italia     | 45         |  |  |        |        |
|  | Bielorussia   | 44      |               | Russia | 40         |            |  |  |        |        |
|  | Bielorussia   | 44      |               |        | 40         |            |  |  |        |        |
|  |               |         |               |        |            |            |  |  |        |        |
|  |               |         |               |        |            |            |  |  |        |        |

### Torneo di consolazione
|  | Semifinali 5º-8º posto | Semifinali 5º-8º posto | Semifinali 5º-8º posto |          |      | Finale 5º posto | Finale 5º posto | Finale 5º posto |  |
|  |                        |                        |                        |          |      |                 |                 |                 |  |
|  | Stati Uniti            | Stati Uniti            | 28                     |          |      |                 |                 |                 |  |
|  | Stati Uniti            | Stati Uniti            | 28                     |          |      |                 |                 |                 |  |
|  | Cina                   | Cina                   | 45                     |          |      |                 |                 |                 |  |
|  | Cina                   | Cina                   | 45                     |          | Cina | Cina            | 30              |                 |  |
|  |                        |                        |                        |          | Cina | Cina            | 30              |                 |  |
|  |                        |                        | Germania               | Germania | 45   |                 |                 |                 |  |
|  | Germania               | Germania               | Germania               | Germania | 45   | 45              |                 |                 |  |
|  | Germania               | Germania               |                        |          |      | 45              |                 |                 |  |
|  | Bielorussia            | Bielorussia            | 40                     |          |      | Finale 7º posto | Finale 7º posto | Finale 7º posto |  |
|  | Bielorussia            | Bielorussia            | 40                     |          |      |                 |                 |                 |  |
|  |                        |                        |                        |          |      |                 |                 |                 |  |
|  |                        |                        |                        |          |      | Stati Uniti     | Stati Uniti     | 35              |  |
|  |                        |                        |                        |          |      | Stati Uniti     | Stati Uniti     | 35              |  |
|  |                        |                        |                        |          |      | Bielorussia     | Bielorussia     | 45              |  |

## Classifica finale
| Pos.    | Squadra       | Atleti                                                                 |
| ------- | ------------- | ---------------------------------------------------------------------- |
| Oro     | Corea del Sud | Gu Bon-gil Won Woo-young Kim Jung-hwan Oh Eun-seok                     |
| Argento | Romania       | Tiberiu Dolniceanu Rareș Dumitrescu Florin Zalomir Alexandru Sirițeanu |
| Bronzo  | Italia        | Diego Occhiuzzi Aldo Montano Luigi Samele Luigi Tarantino              |
| 4       | Russia        | Nikolaj Kovalëv Veniamin Rešetnikov Aleksej Jakimenko                  |
| 5       | Germania      | Max Hartung Nicolas Limbach Benedikt Wagner Björn Hübner               |
| 6       | Cina          | Liu Xiao Wang Jingzhi Zhong Man Jiang Ke Lu                            |
| 7       | Bielorussia   | Aljaksandr Bujkevič Dmitrij Lapkes Valeryj Pryemka Aleksej Lihačevskij |
| 8       | Stati Uniti   | Daryl Homer Timothy Morehouse James Williams Jeff Spear                |